# 2001 (албум)
2001 е вторият студиен албум от американския хип-хоп продуцент и рапър Dr. Dre. Албума излиза на 16 ноември 1999 г. 2001 е продуциран от Dr.Dre, Mel-man, Lord Finesse и Scott Storch и е записан през 1998 – 1999 година. В албума гостуват рапърите Snoop Dogg, Eminem и Xzibit. 2001 е дългоочакван след като излезе дебютния албум на Dr.Dre The Chronic (1992). 2001 дебютира под номер 2 в класацията на Билборд 200 с 550 000 копия продадени през първата седмица. Продадени са общо 7.24 милиона копия в Съединените щати. Албумът става 6 пъти платинен.